# 요네자와성
요네자와성(일본어: 米沢城)은 야마가타현 요네자와시 마루노우치에 있는 평성이다. 에도 시대에는 요네자와번과 요네자와 신덴 번의 번청이 있었다. 센고쿠 시대의 명장 다테 마사무네의 탄생지이며, 우에스기씨의 거성이다.

## 개요

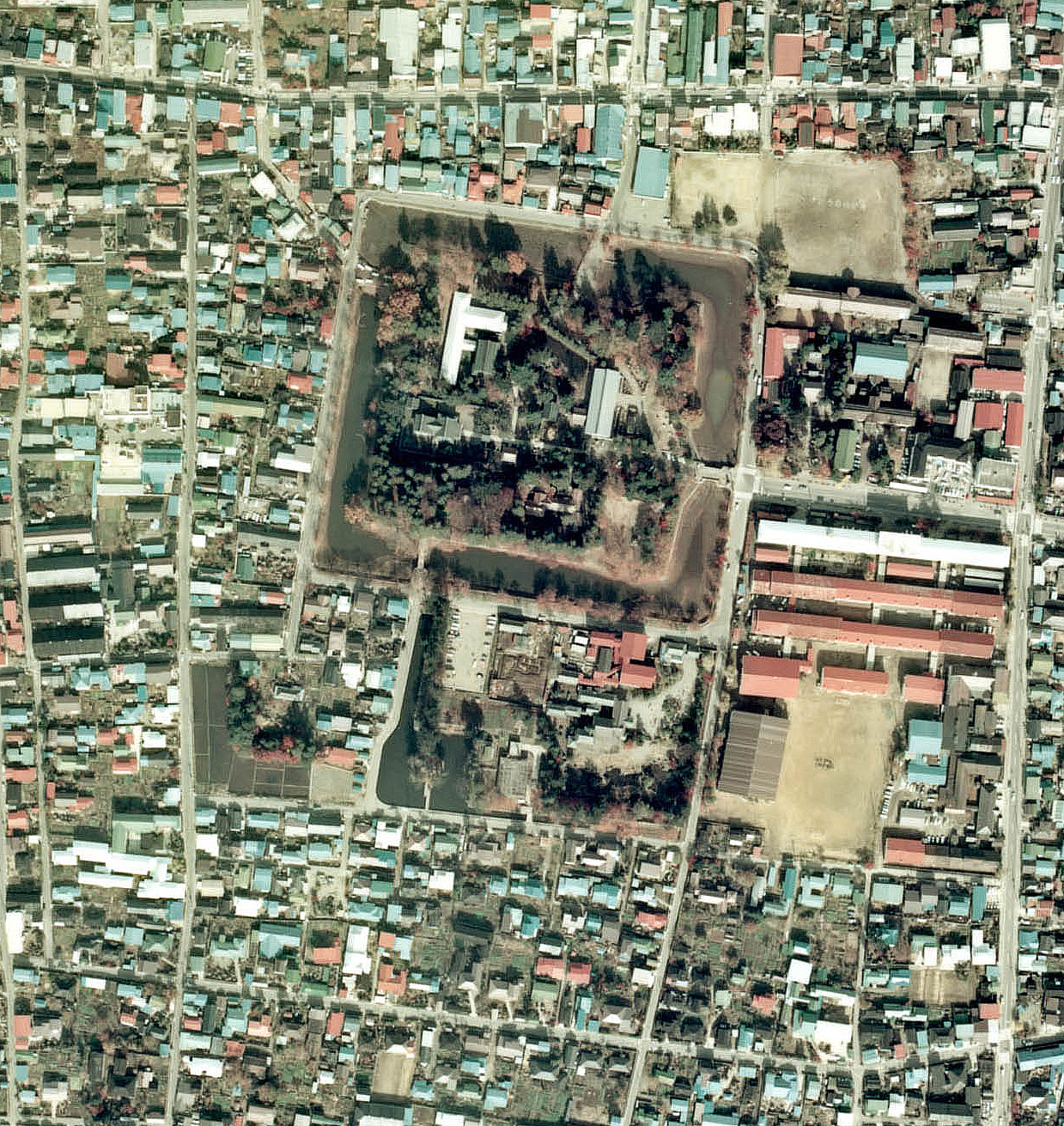
요네자와 성 항공 사진
(1976년 촬영 국토 항공 사진)

성은 요네자와시가지의 중심지에에 위치해 있다. 센고쿠 시대 후기에는 다테씨의 본거지였으며, 다테 마사무네의 탄생지이기도 하다. 에도 시대에는 요네자와번의 번청이 있었고, 우에스기 가게카쓰, 우에스기 요잔으로 대표되는 우에스기씨의 거성이기도 하다. 윤곽식 구조로 되어있어, 혼마루를 중심으로 니노마루, 산노마루가 동심원으로 퍼져있다. 10기의 망루와 17동의 문이 있다. 우에스기씨가 증축할 당시 30만석의 다이묘의 거성이었고, 석벽과 천수가 갖추어 지지않고, 토루로 쌓은 혼마루에 2기의 3층망루를 세워 천수각 대용으로 사용했다.
혼마루 터는 현재 우에스기 신사의 경내로 되었고, 니노마루 터에는 요네자와 시 우에스기 기념관이 있다. 요네자와 도서관에는 1725년과 1811년에 그려진, 《요네자와 성 성하회도》가 소장되어 있다.